# Zarzecze (Rzeszów)
Pour les articles homonymes, voir Zarzecze.
Zarzecze est une localité polonaise de la gmina de Boguchwała, située dans le powiat de Rzeszów en voïvodie des Basses-Carpates.